# 第四代卡那封伯爵亨利·赫伯特
亨利·霍华德·莫利纽克斯·赫伯特，第四代卡那封伯爵（Henry Howard Molyneux Herbert, 4th Earl of Carnarvon）, PC, DL, FSA, FRS (1831年6月24日—1890年6月29日)， 1833 - 1849年期间称波切斯特勋爵（Lord Porchester）。英国政治家，保守党政府中具有自由主义倾向的成员，试图在英国海外领地中建立联邦式的自治政体。在伊顿公学和牛津大学基督堂学院受教育。1849年袭其父伯爵爵位。1858—1859年任殖民地事务副大臣，1866—1867年和1874—1878年两度任殖民大臣。第一任期间最大成就是使议会通过了《英属北美法》（1867年），赋予加拿大以联邦体制和自治领地位。第二任时提出仿效加拿大形式建立南非联邦的建议遭到否决。1878年提出《卡那封条款》，解决了阻碍建设加拿大太平洋铁路的加拿大和英国之间的争端。在索尔兹伯里第一届内阁（1885—1886）中，他出任爱尔兰总督。1885年8月1日，与爱尔兰领袖查尔斯·斯图尔特·巴涅尔（Charles Stewart Parnell）就爱尔兰自治问题举行秘密会谈，但他找不到一个可以同时被索尔兹伯里和巴涅尔接受的解决办法。